# Ziduri, Buzău
Ziduri (în trecut, Costienii de Jos) este satul de reședință al comunei cu același nume din județul Buzău, Muntenia, România. Se află în zona de câmpie din nord-estul județului.